# ميربور
ميربور (بالأردوية: میرپور،آزاد کشمیر)‏ هي مستوطنة، في باكستان، تقع في آزاد كشمير، هي عاصمة Mirpur District ‏، بلغ عدد سكانها 523,500 نسمة وذلك حسب إحصائيات سنة 2013، تبلغ مساحتها 1,010 كيلومتر مربع.

## مدن توأم
المدن التوأم:
- والسال
- برادفورد.

## أعلام
- محمد ياسين